# Lepilemur ahmansonorum
Lepilemur ahmansonorum är en primat i familjen vesslemakier som förekommer på Madagaskar. Arten godkänns inte av alla zoologer. Artepitet i det vetenskapliga namnet hedrar naturvårdaren Robert Ahmanson och hans stiftelse.
Djuret når en kroppslängd (huvud och bål) av 19 till 22 cm, en svanslängd av 23 till 24,5 cm och en vikt av 595 till 625 g. Kroppen är allmänt täckt av mörkgrå päls med undantag av extremiteternas ovansida som har en rödaktig skugga. En mörkare strimma på huvudets topp och på ryggen kan förekomma men den är otydlig. Bakre delen av buken kan vara ljusare grå. Hos Lepilemur ahmansonorum är pälsen på svansen rödbrun med en ljusare till gulgrå undersida.
Arten lever i västra Madagaskar i området krig floden Mahavavy. Regionen är täckt av regnskog.
Individerna är aktiva på natten och klättrar främst i träd. De klättrar upp på lodräta stammar och kan göra hopp.
Lepilemur ahmansonorum hotas av landskapets omvandling till jordbruksmark. Den listas av IUCN som starkt hotad (EN).